# Королевская райская птица
Королевская райская птица (лат. Cicinnurus regius) — вид воробьинообразных птиц из семейства райских птиц (Paradisaeidae). Единственный представитель рода Cicinnurus. Обитает на большей части острова Новой Гвинеи, а также на островах Ару; не населяет горы. Длина тела — 16 см.

## Подвиды
В виде описано два подвида, хотя ранее в виде выделяли 6 подвидов, но после ревизии подвидов королевской райской птицы четыре подвида стали синонимами номинативного подвида — C. r. regius, и подвида C. r. coccineifrons. Два подвида — C. r. cryptorhynchus (отмечен в городе Тауа (англ. Taua), который находится внизу реки Мамберамо) и C. r. gymnorhynchus (отмечен близ города Финшхафен, который находится на северо-восточном побережье полуострова Хуен) стали синонимами номинативного подвида; ещё два — C. r. rex (описан в окрестностях города Соронг на полуострове Чендравасих) и C. r. similis (из Стефансорта (лат. Stephansort)) стали синонимами подвида C. r. coccineifrons. Итого, ревизию выдержали только два подвида:
- Cicinnurus regius coccineifrons — распространён на севере Новой Гвинеи — от восточного побережья восточной части бухты Чендравасих до реки Раму[6];
- Cicinnurus regius regius — распространён на островах в Западном Папуа (Салавати, Мисоол) и на островах Ару, а также в отдельных районах острова Новая Гвинея[6].